# Trinitat Nova (Metro Barcelona)
Trinitat Nova ist eine unterirdische Station der Metro Barcelona. Sie befindet sich im Stadtbezirk Nou Barris. Die Station ist Endpunkt der Metrolinien 3, 4 und 11. Sie ist die einzige Station, an der drei Linien enden. An den oberirdischen Haltestellen besteht Umsteigemöglichkeit zu sechs Buslinien.
Der Bahnhof wurde 1999 mit der Verlängerung der Linie 4 eröffnet. Vier Jahre später (2003) wurde die Linie 11 in Betrieb genommen. Sie nutzt denselben Mittelbahnsteig wie die Linie 4. Schließlich wurde am 4. Oktober 2008 auch die Linie 3 bis zum neuen Endpunkt Trinitat Nova verlängert. Es ist geplant, diese Linie bis zur Station Trinitat Vella zu verlängern.